# Frederick Herzberg
 (février 2020).
Si vous disposez d'ouvrages ou d'articles de référence ou si vous connaissez des sites web de qualité traitant du thème abordé ici, merci de compléter l'article en donnant les références utiles à sa vérifiabilité et en les liant à la section « Notes et références ».
Frederick Irving Herzberg, né le 18 avril 1923 à Lynn dans le Massachusetts et mort le 19 janvier 2000 à Salt Lake City, est un psychologue américain, connu pour ses travaux sur l'enrichissement des tâches au travail (théorie des deux facteurs, théories des besoins et des motivations).

## Biographie
Frederick Herzberg fait ses études supérieures au City College of New York et à l’université de Pittsburgh. Il obtient son doctorat de psychologie en 1950 et devient psychologue clinicien. Il a également étudié la médecine. Il est professeur de psychologie et de management à l'université Case Western Reserve de Cleveland et à l'université de l'Utah. Il travaillait dans le service national de santé américain où il a pu constater certains manques dans le domaine de la psychologie industrielle qu'il a essayé de combler en étudiant les motivations des personnes au travail et l’adéquation des méthodes d’organisation du travail aux besoins de celles-ci. Son ouvrage Work and Nature of Man fait autorité dans le domaine de la théorie et de la pratique du management.

## Activités de recherche
Il s’intéresse aux relations de travail d’un point de vue humaniste et aux conditions de travail au milieu industriel. 
Pour se faire comprendre, il présente une théorie, l’anthropologie de l’homme au travail, qu’il fonde sur l’analyse d’un double mythe, qu’il va baptiser le mythe d’Adam et le mythe d’Abraham.
- Mythe d’Adam : échapper à la souffrance, recherche de tout ce qui va réduire sa souffrance
- Mythe d’Abraham : lui est l’élu, dieu l’a choisi et sa motivation est de réaliser sa destinée, d'accomplir ce pour quoi il a été choisi.

L’homme au travail est à la fois Adam et Abraham. 
Il recherche à souffrir le moins possible (fatigue, stress), mais également à s’épanouir, à se réaliser.
Les relations de l'homme au travail sont donc imprégnées d'une ambiguïté fondamentale. Dans le phénomène de groupe, on a à la fois la figure d’Adam et celle d’Abraham. Herzberg en déduit une méthodologie de l’homme au travail avec deux grands déterminants :

### Les facteurs de satisfaction et d'insatisfaction au travail

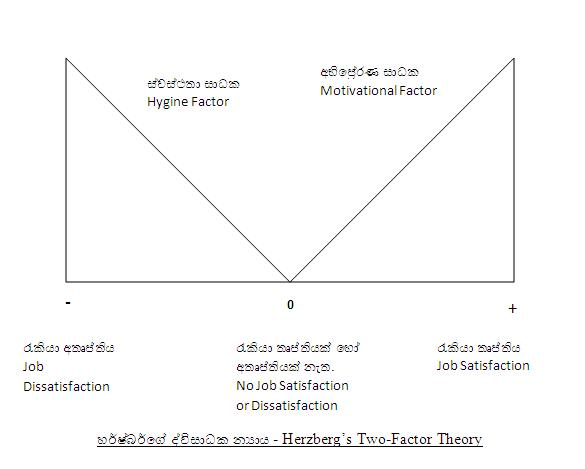
Schéma illustrant la théorie des deux facteurs de Herzberg.

La théorie des deux facteurs développée par Frederick Herzberg stipule que la satisfaction au travail et l'insatisfaction au travail agissaient de manière indépendante. Ainsi, le contraire de la satisfaction n'est pas l'insatisfaction mais l'absence de satisfaction. De même, le contraire de l'insatisfaction est l'absence d'insatisfaction.
Il est donc possible pour un employé d'être à la fois satisfait et insatisfait dans son travail. Les facteurs de motivation sont reliés au contenu du travail (responsabilités, réalisations) alors que les facteurs d'insatisfaction sont reliés à l'environnement du travail (sécurité d'emploi, salaire, avantages sociaux).

## Publications
- avec Bernard Mausner, Richard O. Peterson, et Dora F. Capwell, Job Attitudes : Review of Research and Opinion, 1957.
- avec Bernard Mausner & Barbara Bloch Snyderman, The Motivation to Work, John Wiley & Sons, 1959.
- Work and the Nature of Man, The World Publishing Company, 1966 (Le travail et la nature de l'homme, trad. Charles Voraz, Entreprise moderne d'édition, 1971).
- One more time : How do you motivate employees ?, Harvard Business Review, vol.  46, n°1, p.53–62, [1968], 1989.
- The Managerial Choice: To be Efficient And To Be Human. Homewood, IL.: Dow-Jones-Irwin, 1976.
- Mystery Systems Shape Loyalties, Industry Week, 12 novembre 1984, p. 101-104.